# Portugals U/16-fodboldlandshold
Portugals U/16-fodboldlandshold er Spaniens landshold for fodboldspillere, som er under 16 år og administreres af Federação Portuguesa de Futeboll (FPF).